# أربيان بحري
أربيان بحري (الاسم العلمي: Anthemis maritima) هو نوع نباتي يتبع جنس الأربيان من الفصيلة النجمية.

## الموئل والانتشار
في المغرب العربي وغرب حوض البحر الأبيض المتوسط.